# كيم ميلتون نيلسن
كيم ميلتون نيلسن (بالدنماركية: Kim Milton Nielsen)‏، من مواليد 3 أغسطس 1960 في كوبنهاغن في الدنمارك، حكم كرة قدم دنماركي دولي سابق.
و قد حكم 154 مباراة دولية، و53 مباراة في دوري أبطال أوروبا، وهو أعلى رقم في تلك المسابقة، وحكم في كأس الأمم الأوروبية لكرة القدم 1996، وقد حكم مباراتين في كأس العالم لكرة القدم 1998، وفي عام 2000 حكم في كأس الأمم الأوروبية لكرة القدم 2000، وقد حكم في كأس العالم لكرة القدم 2002، وأدار نهائي دوري أبطال أوروبا في موسم 2003/2004 بين نادي بورتو ونادي موناكو.

## روابط خارجية
- كيم ميلتون نيلسن على موقع Soccerway.com (الإنجليزية)